# Ceralocyna nigropilosa
Ceralocyna nigropilosa är en skalbaggsart som beskrevs av Mifsud och Dandria 1999. Ceralocyna nigropilosa ingår i släktet Ceralocyna och familjen långhorningar. Inga underarter finns listade.